# Nimbospora octonae
Nimbospora octonae är en svampart som beskrevs av Kohlm. 1985. Nimbospora octonae ingår i släktet Nimbospora och familjen Halosphaeriaceae.   Inga underarter finns listade i Catalogue of Life.